# Museo del Buda de Fo Guang Shan
El Museo de Buda de Fo Guang Shan  (en chino, 佛光山佛陀紀念館; pinyin, Fóguāngshān Fótuó jìniànguǎn), que antes se llamaba Centro Memorial del Buda, es un museo cultural, religioso, y educativo del budismo Mahayana, está situado en la ciudad de Kaohsiung, distrito de Dashu. El museo está afiliado con Fo Guang Shan que es uno de las organizaciones más grandes de Taiwán.  El Museo alberga una reliquia del diente del Buda Shakyamuni, fundador del budismo. La construcción del museo empezó en 2008, y se abrió al público en diciembre de 2011. El museo fue aceptado como miembro del Consejo Internacional de Museos (ICOM) en 2014.  Desde que abrió, el Museo de Buda frecuentemente ha sido incluido en los 10 primeros hitos de Taiwán por TripAdvisor. En 2015, El Museo fue certificado ISO 50001:2011 por el Sistema de Calidad y Administración.

## Historia
En 1998 el venerable maestro Hsing Yun viajó a Bodh Gaya (donde se iluminó Buda), India, para preparar para la ordenación. El Rinpoche (gran maestro de la escuela del budismo del Tíbet) Kunga Dorje le confió la reliquia del diente de Buda, quien guardaba la reliquia durante casi treinta años. El Rinpoche quedó emocionado por los esfuerzos de Fo Guang Shan en promover relaciones entre varias tradiciones budistas, y esperaba que la reliquia podría ser consagrada en Taiwán como un símbolo de la preservación de las enseñanzas de Buda. Según el venerable maestro Hsing Yun, «Buda no necesita ni adoración ni reverencia, son los seres vivos que necesitan inspiración para desarrollar pensamientos saludables y purificar sus mentes. Por adorar a un memorial, la gente puede conocer el cuerpo de las enseñanzas de Buda, y sus emociones de admiración pueden elevar a querer aprender más sobre las virtudes de Buda y practicarlas en su vida diaria. Buda no necesita un memorial, pero los seres vivos lo necesitan. Yo construyó esta pagoda con esto en mente».

### Construcción
Con esta fe, el venerable maestro Hsing Yun buscaba un sitio apropiado para construir el Museo de Buda, que afortunadamente fue situado justo detrás del monasterio de Fo Guang Shan. El diseño del museo fue cambiado cientos de veces. Cuando la fundación había sido completada, el venerable maestro Hsing Yun se inspiró de repente, con unas botellas de agua mineral, una caja de Kleenex, y unos periódicos, entonces estableció el modelo rudimentario para el futuro del Museo de Buda.

### Objetivos
- las tres acciones de bondad:
  - hacer buenas obras
  - hablar buenas palabras
  - pensar buenos pensamientos

- las cuatro ofrendas:
  - ofreciendo confidencia a otros
  - ofreciendo alegría a otros
  - ofreciendo esperanza a otros
  - ofreciendo conveniencia a otros

- misiones del Museo de Buda:
  - 48 palacios subterráneos: Preservar la civilización humana y notar la historia humana
  - arte budista: promover el arte budista mediante exhibiciones y conferencias académicas
  - intercambio con museos: ganar apoyo mutual y alentar ideas nuevas con interacciones enter museos
  - educación de la vida: promover las artes culturales y proyectar el entorno
  - servicios públicos

- objetivos del Museo de Buda:
  - Presentar el budismo mediante las artes y la cultura
  - Presentar el budismo mediante películas y videos
  - Presentar el budismo mediante dimensiones humanísticas
  - Presentar el budismo mediante dinámicas internacionales

## Arquitectura

### El gran salón del respeto
Al llegar al Museo de Buda se pasa por la puerta de la Facilidad Perfecta y la puerta de la Liberación. El león y el elefante, los dos acompañado por sus jóvenes, dan la bienvenida a la gente. El elefante está a la derecha, es cinco metros de alto y seis metros de largo, y simboliza la concepción del príncipe Siddhartha quien entró al útero de su madre montado a un elefante blanco. El león a la izquierda tiene los mismos tamaños, y representa el rugido de las enseñanzas del Buda. Adentro, visitantes pueden pedir prestado sillas de ruedas o cochecitos de bebé en el escritorio de información. Hay restaurantes y un buffet, para que la gente pueda descansar y comer algo. También hay un Starbucks aquí; fue incluido para que la gente pueda estar al gusto, y cerca de una de las salidas hay una tienda dedicada a Wu Ching, un escultor quien volvió famoso por sus obras de oro, y que fue uno de los primeros exposiciones en el museo. Liuli Gongfang también tiene una tienda que vende obras de la artista Loretta Yang, quien también tiene una estatua del Bodhisattva Avalokitesvara, de mil brazos y mil ojos, situada en el santuario de Avalokitesvara.

### Las ocho pagodas

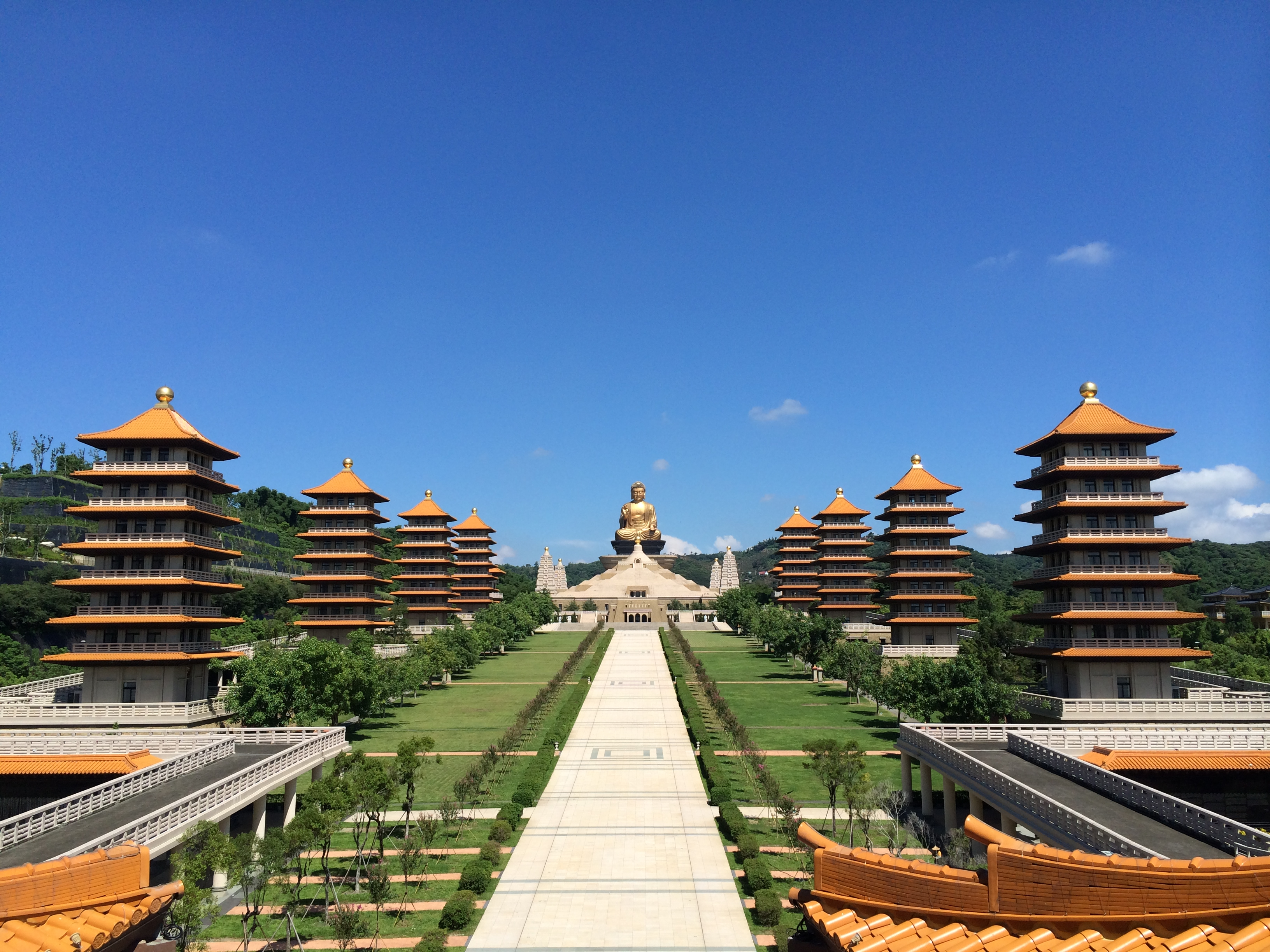
La vista del Gran Buda Fo Guang y Las Ocho Pagodas desde el Segundo piso del Pasillo Frente.

Hay ocho pagodas, cada una representa diferentes ideas o preceptos.
- pagoda de «Una Enseñanza», referida al Budismo humanístico, que representa las enseñanzas budistas que apoyan a la gente, para que pueda desarrollar más alegría en sus vidas. Esta pagoda es un lugar de uso múltiple que se usa para juntas, actividades,y cursos de entrenamiento. Está disponible al público para alquilar.
- pagoda de las «Dos Asambleas», en referencia a las asambleas monásticas y a las asambleas laicos. La pagoda fue diseñado para los niños. Entre juegos interactivos en tres dimensiones (3D), los niños aprenden a practicar los Tres Actos de Bondad (hacer obras buenos, hablar palabras buenas, y tener pensamientos buenos.). El teatro multimedia fue diseñado con pantallas táctiles para permitir interacción con los niños. Los visitantes también pueden disfrutar de soltar faroles al cielo en una manera virtual.
- pagoda de las «Tres Bondades», en referencia a los actos saludables del cuerpo, la boca (palabras) y la mente. La pagoda es una oficina que tiene un cuarto de juntas y dos pasillos de huéspedes.
- pagoda de los «Cuatro Ofrecimientos», en referencia a Dar Confianza a Otros, Dar Alegría a Otros, Dar Esperanza a Otros y Dar Conveniencia a Otros. Esta pagoda es una tienda de libros donde visitantes pueden relajarse y leer. Cada sábado y domingo, hay narraciones de cuentos desde las diez de la mañana hasta las cuatro y media de la tarde en el rincón de niños. Cantos, niños cantando, música orquestal, también son disponibles en la tienda de libros.
- pagoda de las «Cinco Armonías», en referencia a la «armonía personal lograda por alegría, armonía interpersonal logrado por respeto, armonía familiar logrado por deferencia, armonía social logrado por cooperación, y armonía mundial logrado por paz». La pagoda sirve para celebrar eventos familiares en varias maneras, incluyendo bodas budistas, ceremonias de bendición de bebé, y celebraciones de cumpleaños. Las familias también pueden tomar fotos para poner en álbumes para recordar estas ocasiones alegres.
- pagoda de las Seis Perfecciones, que son donación, preceptos, paciencia, diligencia, meditación, y sabiduría. La pagoda tiene una exhibición de largo tiempo que contiene información del Fondo Fiduciario Público del venerable maestro Hsing Yun y las obras de caligrafía del venerable vaestro Hsing Yun. Mediante la presentación de vídeo de tres dimensiones (3D), los visitantes tienen la oportunidad para ver al venerable maestro Hsing Yun cómo escribió sus obras de caligrafía empleando con su ojo interior.
- pagoda de los «Siete Preceptos», en referencia a a amonestar las drogas, pornografía, violencia, robar, jugar, alcohol, y palabras duras. Con estas siete amonestaciones, todos individuales, familias, y hasta la sociedad serían influido por una actitud positiva. Cuando todos piensan positivamente, la sociedad volvería a un mundo pura y gozosa. La pagoda de los «Siete Preceptos» es un lugar donde los visitantes pueden descansar, relajar y tomar una taza de té.
- pagoda de los «Ocho Senderos», los ocho elementos que llevan a una persona a la liberación: vista correcta, comprensión correcta, lenguaje correcto, acción correcta, medios de subsistencia correctos, esfuerzo correcto, concienciación correcta y concentración correcta. La pagoda de los «Ocho Senderos» es un lugar donde los visitantes pueden descansar y ver videos introductorios.

### Pabellones gemelos
Es un edificio de color oro rodeado de un laguito lleno de plantas de loto. El primer piso es la Casa de Té que sirve comida taiwanesa vegetariana. Visitantes pueden probar té chan en el segundo piso y caligrafía de Sutra en el tercer piso. Discursos especiales también están conducidos en el tercer piso. Estos discursos están abiertos al público y discuten problemas de educación, cultura, y arte.

### El Concurso de Sabiduría Bodhi

#### LosDieciocho Arhats
Estas estatuas están a los dos lados de la plaza y fueron diseñadas por el escultor taiwanés Wu Jung-Tzu. Son: 
- Diez Grandes discípulos de Buda:
  - Shariputra
  - Maudgalyayana
  - Mahakasyapa
  - Subhuti
  - Purna
  - Katyayana
  - Aniruddha
  - Upali
  - Rahula
  - Ananda
- tres arhats de la Sutra Amitabha:
  - Cudapanthaka
  - Pindola
  - Kalodayin
- dos Arhats de folclore chino:
  - El Arhat Que Sojuzga Dragón
  - El Arhat Que Doma Tigre
- tres biksunis femeninas para mostrar igualdad entre los sexos:
  - Mahaprajapati
  - Bhadra Kapilani
  - Utpalavarna

#### Los ocho patriarcas
Están situados en el frente del pasillo principal y representan a los patriarcas que fundaron las ocho escuelas Mahayana del budismo chino y fueron diseñados por el escultor taiwanés Wu Jung-Tzu. Los ocho patriarcas son: 
- Jizang, de la escuela de Tres Tratados

- Xianshou, de la escuela Huayan
- Xuanzang, de la escuela Faxiang
- Zhiyi, de la escuela Tiantai
- Bodhidarma, de la escuela Chan
- Huiyuan, de la escuela de Tierra Pura
- Daoxuan, de la escuela Nanshan Vinaya
- Subhakarasimha, de la escuela Vajrayana

## Edificio principal y salas
- Pabellón principal, una estupa en forma de cúpula construido en el estilo Indio. La base está hecho de arenisca amarilla y el cuerpo de piedra. La aguja en el centro de la estupa es un repositorio de sutra, donde están metidos un millón copias de la Sutra del Corazón. El movimiento de los «Millones de sutras del Corazón en el Buda» fue empezado cuando se construyó el Museo de Buda.

- Santuario Avalokiteśvara del monte Potalaka, situado al frente del pasillo principal. El santuario contiene la estatua de Avalokiteśvara con mil brazos y mil ojos, hecha por la artista contemporánea de cristal, Loretta Yang. La estatua mide cinco metros de alto, y es la estatua más que ha hecho la artista hasta la fecha.[7] A los dos lados en frente de Avalokitesvara están Sudhana y la chica Naga. La circular partes de atrás del interior del santuario representa la Puerta Capítulo Universal de la Sutra de Loto, y los lados tienen treinta y tres manifestaciones del bodhisattva Avalokiteśvara.

- Santuario del Buda Oro, situado de detrás del santuario Avalokiteśvara. Alberga una estatua de Buda, que regaló la familia real de Tailandia al Museo Fo Guang Shan en el año 2004.

- Santuario del Buda en Jade, situado en la parte posterior del pasillo principal. Alberga la estatua de Buda acostado, esculpido en jade blanco birmano. La estatua simboliza el pasajero del Buda hasta Parinirvana. Consagrado en el relicario arriba de la estatua está la reliquia del diente del Buda. Los paredes a los dos lados adyacentes tienen murales relieves coloridos de jade de la Tierra Pura Occitental Sukhavati del Buda Amitabha y la Tierra Pura Oriental Vaidurya del Buda Medicina. Las paredes a los lados son los relieves de estupas y pagodas de sándalo que son esculpidos en variedad de formas.

- Museo de los Palacios Enterrados, galería que exhibe artefactos de varios palacios enterrados pero predominantemente de lo que descubrieron abajo del templo Famen.

- Museo de los Festivales budistas, galería que explica varios festivales que están celebradas en Fo Guang Shan con tecnología interactiva.

- Museo de la historia de Fo Guang Shan, que muestra en gran detalle la historia completa de Fo Guang Shan hasta 2011.

- Museo de la vida de Buda, que enseña el cuento de Buda Sakyamuni desde su nacimiento hasta su entrada a Parinirvana. La galería también reproduce dos películas cortas de cuatro dimensiones(4D) durante el día sin cobrar. Una es La Vida del Buda y la otra es la Lámpara de la Chica Pobre.

- Auditorio de la Gran Iluminación, situado en el tercer piso. El auditorio multi-funcional puede acomodar a dos mil personas. En el centro, hay una pantalla de 360 grados. La plataforma redonda en el centro del piso puede ser girada para que las audiencias puedan ver actuaciones desde varias direcciones. Desde que abrieron, han tenido muchas actuaciones internacionales allí.

## Otras edificaciones
- Estupas de las Cuatro Verdades nobles, erigidas en las cuatro esquinas del pasillo principal, y que representan la primera enseñanza que Buda dio después de su Gran Iluminación. Los Cuatro Estupas de las Verdades Nobles están dedicados a los cuatro grandes bodhisattvas: Avalokitsvara, Ksitigarbha, Manjusri, y Samantabhadra. Ofrendas de incienso, flores, y luz pueden estar hechas a los bodhisattvas en estas estupas.
- El Gran Buda de Fo Guang, que representa al Buda Shakyamuni y que llevó más de un año fundir, empleando en total 1800 toneladas de metal y que se terminó en 2011. La estatua del Gran Buda tiene cuarenta metros de alto, y su asiento diez metros de alto. En total, la altura del Buda es de 108 metros (un número favorable en el budismo).

- los 48 palacios subterráneos; aunque no están abierto al público, los 48 palacios subterráneos sirven como cápsulas de tiempo, ahorrando memorias de la raza humana. Cada año, la Ceremonia de la Consagración de Tesoros de los Palacios Subterráneos está celebrado para el entierro de los artefactos que han sido donado por todo del mundo.  El objetivo es preservar la cultura humana, la fe de la gente y el estilo de su vida.  Los varios artefactos recogidos tienen un gran valor histórico, contemporáneo, y conmemorativo.  Uno de estos palacios subterráneos será abierto cada cien años, conservará más objetos y después el palacio será cerrado otra vez. Para entender la función de los palacios subterráneos, hay un exposición permanente situada en el primer piso del pasillo principal, llamada «Museo de Palacios Subterráneos».

## Arte

### Relieves
Se encuentran en los pasillos cubiertos dentro del pasillo principal.
- Hay 22 semirrelieves de los actos de compasión y sabiduría colectivamente que son conocido como Los Cuentos del Buda.
- El Arte y Cuentos Chan (Zen) son muestras del Corazón Chan, pintadas por Gao Er-tai y su esposa Pu Xiaoyu.
- Las Murallas de Protección de la Vida fueron esculpidas basadas en la Serie de Protegido Vividas, pintados por Feng Zikai[8] y su hija, Feng Yiyin.
- Relieves de jade en el santuario del Buda Jade, que ilustran la Tierra Pura Occidental del Amitabha Buda y la Tierra Pura Oriental del Buda Medicina.
- Relieves de madera en las paredes del Santuario del buda Jade, que representan varios estilos de estupas desde todo el mundo.

### Caligrafía continuada
La caligrafía continuada del venerable maestro Hsing Yun se puede encontrar en todas partes del museo en las paredes.  Hay un exhibición permanente que está situada en la pagoda de Seis Perfecciones.

### Estatuas
Estas estatuas se encuentran al posterior del museo.
- Los 18 Arhats y los 8 Patriarcas fueron diseñados por Wu Jung-Tzu,y se puede encontrarlos en el Concurso de Sabidura Bodhi.
- La estatua de Avalokiteśvara de Mil Brazos y Mil Ojos en el Santuario Avalokitesvara fue realizada por la artista contemporánea de cristal Loretta Yang.[9]
- La estatua del Buda Oro en el Santuario Del Buda Oro fue regalada a Fo Guang Shan por la familia real de Tailandia.
- La Estatua del Buda Acostado en el Santuario del Buda Jade fue esculpida con jade blanco birmano.  El Buda Fo Guang situado por atrás se hizo con 1.800 toneladas de metal y mide 40 metros de alto.

### Escultura
La escultura de madera alcanfor representando el Buda Sakyamuni enseñando el Dharma en Monte Buitre a Quinientos Arhats, se puede encontrar en la entrada del Pasillo Principal.

### Galerías de arte
Estas galerías están situadas en el primer y segundo piso del pasillo principal.  Hay cuatro exhibiciones permanente en el primer piso. Los galerías del segundo piso son temporales que frecuentemente exhiben artes diferentes desde todo el mundo.

## Educación
Con del objetivo de Fo Guang Shan de “fomentar los talentos a través de la educación,” el museo tiene plan de estudios que acogen cursos educativos que aplica los Tres Actos de Bondad - hacer buenas obras, hablar buenas palabras,  y pensar buenos pensamientos.

## Horario de apertura
La entrada es gratis para todos.
- Días de semana: 9:00-19:00 (el pasillo principal : 9:00-1800)
- Fines de semana: 9:00-20:00 (el pasillo principal: 9:00-19:00)
- Año Nuevo chino (sujeto a cambios, puede consultarse el sitio web en inglés)

## Transporte
- Desde la estación de autobús que está frente a la Estación de tren de Kaohsiung: tómese el autobús directamente al Monasterio de Fo Guang Shan.
- Desde el aeropuerto de Kaohsiung: tómese el metro a la Estación Zuoying(HSR), luego tome el autobús EDA o el HAFO Express al Museo de Buda.
- Desde el metro de la Estación Zuoying (HSR): tómese el autobús EDA, HAFO Express o autobús de Kaohsiung directamente al Museo de Buda
- Desde el metro de la Estación Dadong (HSR): tómese el autobús turismo del Distrito Dashu de Kaohsiung en fines de semana y los de fiesta nacional, y se baje en Fo Guang Shan.
- Desde Pingtung: tómese el autobús de Pingtung no.8026 , la ruta “Pingtung-Ligang-Fo Guang Shan”

## Premios
- 2012: Ganador del Premio del León de Oro por Cultura y Educación en 13˚ Premios de Oro de Ariquitectura Nacional.
- 2013: Incluido en «Los 100 Primeros Sitios Religiosos de Taiwán» por el Ministerio del Interior.
- 2014: Certificado de miembro, entonces el más joven del Consejo Internacional de Museos (ICOM).
- 2014: Ganador del Premio de la Elección de Viajeros de 2014, y es evaluado de ser el sitio turístico más popular de Kaohsiung.
- 2014, 25 de octubre: Recibió el Premio de Lavatorio excelente por el gobierno de Kaohsiung.
- 2014, 13 de noviembre:  Fue la primera organización religiosa y museo que recibió el ISO 50001 , la certificación de administración de energía.
- 2014, 16 de diciembre:  El Lavatorio de Autobús reconocido come Lavatorio Excelente por la Administración de Protección Environmiental, y en el libro digital El Viaje Mágico del Baño Reino
- 2015, 31 de octubre: Subcampeón por el Premio “Cuarto de Baño Público” en la Categoría de Sitios Turístico Más Escénicos de Kaohsiung.
- 2016, 16 de enero:  Ganador de “El Premio del Proyecto Turística más Histórico y Cultural ˮ en la quinta Premio ITIA de Iversión Turística de China
- 2016, mayo:  Ganador del Premio de la Elección de Viajero de TripAdvisor 2016, y fue clasificado cuarto en «Los 10 Primeros Hitos de Taiwán».[10]